# Mikrovaskuläre Dekompression
Die Mikrovaskuläre Dekompression (Operation nach Jannetta) ist ein neurochirurgischer Eingriff, bei dem krankhafte Kontakte zwischen Arterien und Hirnnerven in der hinteren Schädelgrube beseitigt werden. Sie umfasst die Öffnung des Schädels (Trepanation), die Identifikation der pathologischen Gefäß-Nerven-Kontakte und deren Beseitigung durch Dazwischenlegen (Interponieren) eines Polsters (mittels Muskelgewebe oder kleiner Schwämmchen aus Teflon).

## Grundlagen
In der hinteren Schädelgrube liegen (von hinten betrachtet) auf der mit den Hirnhäuten ausgekleideten Schädelbasis zunächst einige Arterien (A. basilaris, Kleinhirnarterien usw.). Darauf liegt der Hirnstamm, aus welchem seitlich die Hirnnerven austreten. Darauf liegt das Kleinhirn, nach außen folgen die großen venösen Blutleiter (Sinus). Verschlossen wird die hintere Schädelgrube durch die Hinterhauptschuppe des Schädels.
Normalerweise berühren sich Hirnbasisarterien und Hirnnerven nicht. Kommt es durch lange andauernden Bluthochdruck (vermutlich begünstigt durch eine Disposition dafür) zu einer Verlängerung (Elongation) und Erweiterung der Arterien, so schlängeln sich diese und können so Kontakt zu den Hirnnerven oder deren Ein-/Austrittszone am Hirnstamm gewinnen. Durch direkten Druck (vaskuläre = gefäßbedingte Kompression) und die Pulsation der Arterien kommt es zu einer Schädigung der Isolationsschichten (Myelinscheiden) der Nervenfasern (Demyelinisierung) und direkten Reizung der Nervenfasern. Speziell an der Nervenaustrittsstelle haben die Hirnnerven noch keine komplett ausgebildete Nervenscheide, weshalb sie dort besonders anfällig sind.
Durch die Demyelinisierung und damit die Entfernung der elektrischen Isolation zwischen den Nervenfasern sowie die direkte mechanische Reizung kann es zum Überspringen elektrischer Impulse zwischen verschiedenen Fasern kommen. Dies kann im Falle des N. trigeminus zu heftigen Schmerzen führen (Trigeminusneuralgie, s. u.), im Falle des N. facialis zu einem einseitigen Gesichtskrampf (s. u.). Solche Erkrankungen werden als neurorovaskuläre Kompressionssyndrome zusammengefasst.
Die Mikrovaskuläre Dekompression beseitigt den krankhaften Kontakt zwischen Gefäß und Nerv. Dadurch kommt es oft bereits unmittelbar nach der Operation zu einem Nachlassen der Beschwerden, was der Aufhebung der direkten Druckwirkung entspricht. Die Erholung der Myelinscheiden führt in den folgenden ein bis zwei Wochen oft zu einer weiteren Reduktion der Beschwerden, auch wenn eine vollständige Heilung nicht immer erreicht wird. Bei einem erneuten Auftreten der Beschwerden (Rezidiv) kann entweder das Interponat verrutscht sein oder eine weitere Elongation des Gefäßes einen neuen Kontakt ergeben haben.
Die Operation sollte nach eingehender Sicherung von Diagnose und Indikation in einem spezialisierten Zentrum von einem erfahrenen Neurochirurgen durchgeführt werden. Die Erfolgsquote liegt bei der Trigeminusneuralgie weit über 90 %, die Komplikationsquote des Zentrums sollte 1 % nicht wesentlich übersteigen. Bei anderen Indikationen (s. u.) sind die Chancen, abhängig von der tatsächlichen Bedeutung der Gefäß-Nerven-Kontakte, teilweise deutlich geringer.

## Neurologische Erkrankungen durch Gefäßkontakte der Hirnnerven
Das Überspringen elektrischer Impulse von einer Nervenfaser zur anderen führt zu plötzlichen Beschwerden, die kurz andauern, sich aber rasch wiederholen können. Eine Zunahme der Gesamtaktivität in dem betroffenen Hirnnerven erhöht das Risiko solcher überspringenden Impulse. Die Beschwerden betreffen räumlich das Gebiet, für welches die Hirnnerven zuständig sind: Gesicht, Mund und Rachen, Hals und Schultern.
Krankheiten und auftretende Symptome sind abhängig von dem betroffenen Hirnnerv:
- Trigeminusneuralgie (Tic douloureux): Einschießender, stechender Schmerz im Gesichtsbereich (gesichert).
- Glossopharyngeusneuralgie: einschießender stechender Schmerz im Rachen (gesichert).
- Gesichtskrampf (Spasmus hemifacialis): einschießende Verkrampfungen der Gesichtsmuskeln (wahrscheinlich).
- Lidkrampf (Blepharospasmus): Verkrampfung beider Augenlider (unwahrscheinlich: beidseitige Symptomatik durch Schädigung eines Hirnnerven wenig wahrscheinlich, bei einseitigem Auftreten eher unvollständiger Hemispasmus facialis).
- Schiefhals (Torticollis): längerdauernde Verkrampfungen von kopfbewegenden Halsmuskeln (unwahrscheinlich: nicht einschießend, zu langsam, Patienten im Durchschnitt zu jung und keine Hypertonie)
- Ohrensausen (Tinnitus): Pfeifen in einem Ohr (unwahrscheinlich: zu lang anhaltend, Ursache letztlich unklar)
- Schwindel (Vertigo): nur in Ausnahmefällen bei sehr kurzen und heftigen Schwindelattacken denkbar.
- Obliquus-superior-Myokymie: seltene Form eines einseitigen Mikrotremors des Musculus obliquus superior.
- Sinus-cavernosus-Syndrom: massive Störungen der Okulomotorik und Gesichtssensibilität.
- Clivuskanten-Syndrom: Lähmung des Nervus Oculomotorius.

Als gesicherte Indikation zur Operation gelten die Neuralgien und der Gesichtskrampf, sofern sie nicht medikamentös behandelbar sind. (Vergleiche die klare Indikationsstellung an der Harvard University und das breite Aktionsfeld des Neurochirurgen an der Universität Padua in den Weblinks!)

## Diagnose
Die Diagnose des vaskulären Kompressionssyndroms ist zunächst klinisch zu stellen (Anamnese und Untersuchung). Sie muss jedoch durch spezielle Diagnostik gesichert werden:
- Magnetresonanztomografie – praktisch immer notwendig
- Liquorpunktion zum Ausschluss z. B. einer Multiplen Sklerose
- Angiographie – Abbildung von Blutgefäßen durch Kontrastmitteldarstellung teilweise zur OP-Vorbereitung nötig

Die hochauflösende Magnetresonanztomografie mit speziellen Sequenzen für die hintere Schädelgrube ist in der Lage, die konventionelle Angiographie in vielen Fällen verzichtbar zu machen. Dabei helfen 3D-Rekonstruktionen in besonderer Weise, die räumlichen Verhältnisse der Gefäß-Nerven-Kontakte nachzuweisen. Teilweise ist es auch schon möglich, die Demyelinisierung (s. o.) direkt nachzuweisen.
Als Differentialdiagnosen sind insbesondere bei jüngeren Patienten (unter 50 Jahren) andere Erkrankungen zu bedenken. Dabei spielen entzündliche Erkrankungen (Multiple Sklerose, Abszess, Meningitis), angeborene Veränderungen (Syringobulbie, Chiari-Malformation) und Tumoren (Akustikusneurinom, Meningeom) eine wichtige Rolle. Ferner ist eine Dystonie zu bedenken. Sofern Zweifel an der Diagnose der mikrovaskulären Kompression bestehen, ist eine Jannetta-Operation zu unterlassen.

## Spezialisierte Institute/Interessengruppen
- Jho Institute for Minimally Invasive Neurosurgery
- Skull Base Institute
- The Centre for Cranial Nerve Disorders - University of Manitoba
- Hemifacial Spasm Association
- Neurovaskuäre Kompressionssyndrome, R. Naraghi, Universität Erlangen